# Klaipėdos-Ventspilio plynaukštė
Klaipėdos-Ventspilio plynaukštė este o arie protejată (sit de importanță comunitară — SCI) din Lituania întinsă pe o suprafață de 17.948 ha, integral marine.

## Localizare
Centrul sitului Klaipėdos-Ventspilio plynaukštė este situat la coordonatele 55°58′57″N 20°36′33″E / 55.9826°N 20.6092°E.

## Înființare
Situl Klaipėdos-Ventspilio plynaukštė a fost declarat sit de importanță comunitară în august 2014 pentru a proteja un număr necunoscut de specii din flora spontană și fauna sălbatică aflate în arealul zonei.

## Biodiversitate
Situată în ecoregiunea marină baltică, aria protejată conține 1 habitat natural: Recifuri.
La baza desemnării sitului se află un număr nedeclarat de specii protejate.